# 出頭人
出頭人（しゅっとうにん）とは、近習出頭人・御側出頭人とも呼ばれ、近世初期（戦国時代から江戸時代初期）の行政組織が確立していなかった時期に、常に将軍や大名の信頼・寵愛を受けて、その近くに出頭・近侍して側近として政務に参画し、権勢を振った者。
辻達也は江戸幕府の出頭人の特徴として、
1. 系譜的に父祖に戦国武将としての活動形跡がなく、近世に入ってから将軍の信任と恩寵によって抬頭した家であること。
2. 将軍や世子に幼少時から近侍して、その腹心的存在であること。
3. 側近でありながら、老中や若年寄などの幕府中枢の役職についていること。
4. 書院番頭・小姓組番頭のような親衛隊組織のトップを兼ねていること。

などの特徴があったと述べている。
しかし、江戸幕府でなくても前近代の武家社会においては、身分の低い家臣と主君の間で直接会話や手紙を交わすことはなく、双方の間で取次を行う家臣が存在した。主君の寵愛と己の才覚を背景として取次を務めたのが出頭人であると言える。直接主君と言葉を交わすことのできない家臣の視点から見れば、主君の言葉を伝える出頭人の発言は主君の言葉そのものであり、その認識が武家社会で共有されていたからこそ、出頭人はその権威が認められていた。更にそこに出頭人本人の裁量と意思を介在させたとしてもそれを第三者が判断することは困難であったため、それが出頭人個人の発言であったとしても主君の言葉として受け止められる可能性もあった。反面、仕えていた主君が死ぬと、出頭人の多くはそのまま権勢を失い、本多正純のように失脚して処罰されるケースもあった。そのため、そうした事態を回避するために、あるいは純粋にあの世でも主君に近侍したいという思いから、殉死を選ぶ出頭人もいた。
前述のように、江戸幕府以前にも出頭人は存在しており、三好長慶における松永久秀、足利義昭における上野秀政、武田勝頼における跡部勝資、豊臣秀吉における石田三成、毛利輝元における輝元出頭人らはその典型といえる。
江戸幕府においては、幕府が開かれる以前の徳川家康の関東移封以降、所謂徳川四天王や鳥居元忠と言った三河以来の譜代門閥出身者に代わって出頭人の活躍が目立つようになり、徳川家康期には石川数正（関東移封前に出奔）・大久保忠隣・本多正信・正純父子、徳川秀忠期には永井尚政・井上正就・板倉重宗、徳川家光期には松平信綱・阿部忠秋・堀田正盛・中根正盛が出頭人として知られている。寛永年間以降、老中・若年寄以下の幕府の職制と職掌が確立され、そうした職に就ける家格も固定化されていくにつれて出頭人が現れる余地が失われ、「出頭人政治」とも称された出頭人が将軍側近として権勢を振う政治状況は失われていった。
なお、徳川綱吉期の側用人である柳沢吉保・牧野成貞や徳川吉宗期の御側御用取次である加納久通・有馬氏倫を「出頭人の再生産」とみる見解があるが、政治史的な背景が異なっており同一系譜上には語ることは出来ないとする異論もある。